# Campeonato Brasiliense de Futebol Feminino de 2019
O Campeonato Brasiliense de Futebol Feminino de 2019 foi a 23ª edição do campeonato feminino de futebol do Distrito Federal. A competição, que foi organizada pela Federação de Futebol do Distrito Federal, foi disputada entre 29 de setembro e 7 de dezembro por oito equipes do Distrito Federal. O Real-DF venceu o Minas Brasília na final e conquistou seu primeiro título, bem como uma vaga no Brasileirão Feminino - Série A2 de 2020.

## Regulamento
A competição foi disputada em 3 (três) fases.
- Na primeira fase, as 8 (oito) equipes jogaram entre si em turno único, classificando-se as 4 (quatro) melhores para a fase semifinal.
- Nas semifinais, em sistema eliminatório, as equipes se enfrentaram em ida e volta, com o chaveamento 1º x 4º e 2º x 3º. Caso houvesse igualdade no confronto, as equipes de melhores campanhas passariam à final.
- As vencedoras das semifinais disputaram a final em jogos de ida e volta. Em caso de igualdade, a equipe campeã seria conhecida por meio da disputa de pênaltis.

### Critérios de desempate
Em caso de empate em número de pontos ganhos entre duas ou mais equipes na fase classificatória, foram aplicados, sucessivamente, os seguintes critérios de desempate:
1. Maior número de vitórias
2. Maior saldo de gols
3. Maior número de gols pró
4. Confronto direto
5. Menor número de cartões vermelhos
6. Menor número de cartões amarelos
7. Sorteio

## Equipes participantes
| Equipe               | Localidade  | Em 2018   | Estádio (mando em 2019)    | Capacidade | Títulos            |
| -------------------- | ----------- | --------- | -------------------------- | ---------- | ------------------ |
| Brazlândia           | Brasília    | ND        | Chapadinha                 | 3 000      | 0                  |
| Ceilândia            | Ceilândia   | 4º        | CT do Gato                 |            | 0                  |
| CRESSPOM             | Brasília    | 2º        | CRESSPOM                   |            | 7 (último em 2015) |
| Estrelinha           | Brasília    | estreante | CRESSPOM                   |            | 0                  |
| Minas/ICESP Brasília | Brasília    | 1º        | Minas Brasília Tênis Clube |            | 3 (último em 2018) |
| Paranoá              | Paranoá     | estreante | JK                         | 8 000      | 0                  |
| Real                 | Brasília    | estreante | CT do Real                 |            | 0                  |
| Santa Maria          | Santa Maria | 5º        | Res. Santos Dumont         |            | 0                  |

## Primeira Fase
| 1 | Real-DF        | 19 | 7 | 6 | 1 | 0 | 61 | 3   | +58  |
| 2 | Minas Brasília | 19 | 7 | 6 | 1 | 0 | 46 | 2   | +44  |
| 3 | Ceilândia      | 13 | 7 | 4 | 1 | 2 | 40 | 7   | +33  |
| 4 | CRESSPOM       | 13 | 7 | 4 | 1 | 2 | 35 | 5   | +30  |
| 5 | Brazlândia     | 9  | 7 | 3 | 0 | 4 | 22 | 21  | +1   |
| 6 | Santa Maria    | 6  | 7 | 2 | 0 | 5 | 13 | 29  | -16  |
| 7 | Estrelinha     | 3  | 7 | 1 | 0 | 6 | 6  | 45  | -39  |
| 8 | Paranoá        | 0  | 7 | 0 | 0 | 7 | 1  | 121 | -120 |

|  |                                        |
|  | Classificados para as Quartas de Final |
|  | Eliminados                             |

| Resultados     | Resultados | Resultados | Resultados | Resultados | Resultados | Resultados | Resultados | Resultados |
|                | BRA        | CEI        | CRE        | EST        | MIN        | PAR        | RFC        | STM        |
| -------------- | ---------- | ---------- | ---------- | ---------- | ---------- | ---------- | ---------- | ---------- |
| Brazlândia     | —          | 0-5        | 0-2        | —          | —          | 16-1       | —          | —          |
| Ceilândia      | —          | —          | 0-0        | —          | —          | 21-0       | 1-5        | 4-0        |
| CRESSPOM       | —          | —          | —          | —          | 0-1        | 20-0       | 0-3        | 7-0        |
| Estrelinha     | 0-2        | 0-9        | 1-5        | —          | —          | —          | —          | —          |
| Minas Brasília | 3-0        | 2-0        | —          | 14-0       | —          | —          | 2-2        | —          |
| Paranoá        | —          | —          | —          | 0-5        | 0-19       | —          | 0-31       | 0-9        |
| Real-DF        | 9-0        | —          | —          | 12-0       | —          | —          | —          | 9-0        |
| Santa Maria    | 1-4        | —          | —          | 3-0        | 0-5        | —          | —          | —          |

## Fase Final
|  | Semifinais     | Semifinais     | Semifinais | Semifinais |   |         | Final | Final | Final | Final |
|  |                |                |            |            |   |         |       |       |       |       |
|  | Real-DF        | 1              | 1          | 2          |   |         |       |       |       |       |
|  | CRESSPOM       | 1              | 0          | 1          |   |         |       |       |       |       |
|  | CRESSPOM       | 1              | 0          | 1          |   | Real-DF | 1     | 2     | 3     |       |
|  |                |                |            |            |   | Real-DF | 1     | 2     | 3     |       |
|  |                | Minas Brasília | 1          | 0          | 1 |         |       |       |       |       |
|  | Minas Brasília | Minas Brasília | 1          | 0          | 1 | 2       | 1     | 3     |       |       |
|  | Minas Brasília |                |            |            |   | 2       | 1     | 3     |       |       |
|  | Ceilândia      | 1              | 2          | 3          |   |         |       |       |       |       |

## Premiação
| Campeonato Brasiliense Feminino de 2019 |
| Núcleo Bandeirante                      |
| --------------------------------------- |
| Real-DF Campeão (1.º título)            |